# Оломон
Оломо̀н (на италиански и на френски: Ollomont, от 1939 до 1946 г. Ollomonte, Оломонте) е село и община в Северна Италия, автономен регион Вале д'Аоста. Разположено е на 1356 m надморска височина. Населението на общината е 164 души (към 2010 г.).